# Eerikulaid
Eerikulaid är en ö utanför Estlands västkust. Den ligger i Pühalepa kommun  i Hiiumaa (Dagö) (Dagö län), 110 km sydväst om huvudstaden Tallinn. 
Arean är 0,034 kvadratkilometer. Terrängen på Eerikulaid är mycket platt och öns högsta punkt är två meter över havet. Ön ligger i södra delen av Hares sund som skiljer Dagö från Ormsö.